# 高田事件 (法学)

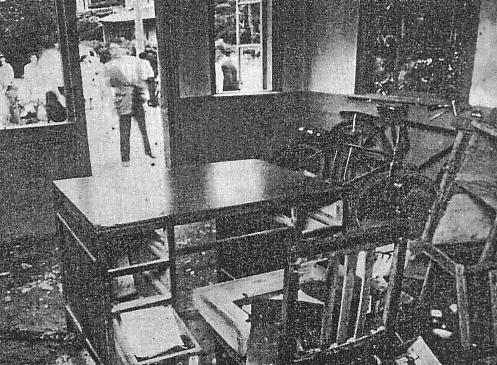
焼き討ちにあった高田派出所

高田事件（たかだじけん）とは、1952年5月25日から5月26日にかけて、愛知県名古屋市瑞穂区で発生した公安事件。名古屋市瑞穂警察署高田巡査派出所を襲撃した事件と、その直前に起きた同時多発事件の総称である。裁判において、日本国憲法第37条1項に定める迅速な裁判を受ける権利が問題となった。

## 事件の発端
1952年頃から、民団愛知県本部の顧問は、韓国籍に変更していない在日朝鮮人の脅迫を受け続けてきた。同年3月には自宅を襲撃されたり、殺害予告のビラが貼られたりしていた。

## 事件の概要
1952年5月26日午前5時40分頃、北朝鮮系朝鮮人数十人が顧問宅に侵入、ドアやガラスを破壊したりするなどの狼藉を働いた。
顧問は何とか逃げ出し、名古屋市瑞穂警察署高田巡査派出所に助けを求めてきた。まもなく顧問を追跡してきた一団が高田派出所に押しかけ、備品を破壊したり火炎瓶を投入したりして焼き討ちした。顧問は警察官の誘導で裏口から退避し、道を隔てた高田小学校正門より用務員室に向かったが、追いつかれ暴行により全治10日の傷を負った。

## 事件の捜査と犯人の検挙
その後、北朝鮮系朝鮮人がらみの大須事件が発生し、中警察署に特別捜査本部が設置された。本事件もこの特別捜査本部のもとで捜査が行なわれ、多くの朝鮮人が検挙された。

## 事件の裁判

### 一・二審判決
31名の被告人らは起訴されたが、うち20名はやはり同時期に起こった大須事件の被告人でもあった。被告・弁護団は大須事件と高田事件を併合審理をするか、大須事件の審理の目安がつくまで「高田事件」の審理を待つよう要求して裁判所ともめ続け、結局併合の要求を受け入れなかったが、裁判所は大須事件の審理を優先させることとしたため、高田事件の審理は1954年を最後に中断された。1969年5月の大須事件の結審を待って再開されるまで15年にわたって放置され続け、この間に1名の被告人が死亡して公訴棄却となっていた。中断までに行われた証拠調べは民団本部、高田事件の被害者宅の被害状況を写した写真、若干の証人などだけで、事件に被告が関与したかどうかや共謀の事実、各被告の具体的な行動などは明らかにされておらず、町が復興ですっかり変わり共謀場所や犯行現場は無くなっている中で今後の審理で被告及び証人から16年以上前のことを聞き出して事実を確定するのは極めて難しいという問題が浮上していた。
一審は公訴時効が完成した場合に準じ刑訴法337条4号により被告人らを免訴すべきものと免訴の判決をし、被告人の救済を図った（名古屋地方裁判所昭和44年［1969年］9月18日判決）。これに対して二審は、憲法第37条1項の規定はプログラム規定に過ぎなく、また刑事訴訟法には訴訟遅延を免訴とする事由とされていないとして一審を破棄した（名古屋高等裁判所昭和45年［1970年］7月16日判決）。被告人が上告。

### 最高裁判所判決
最高裁判所1972年12月20日大法廷判決では、免訴の判決をした第一審を支持し、第二審を破棄し、検察官の控訴を棄却した。
1964年頃に被告人団長および弁護人から大須事件の進行とは別に本件の審理を再び開くことに異議がない旨の意思表明が裁判所側に対してなされたこと、検察官から積極的に審理促進の申出がなされた形跡が見あたらないこと、名古屋地裁が長期間、審理を再開できなかった合理的理由がないことなどを挙げた上で以下のように判断した。
「審理の著しい遅延の結果、迅速な裁判の保障条項によつて憲法がまもろうとしている被告人の諸利益が著しく害せられると認められる異常な事態が生ずるに至つた場合には、さらに審理をすすめても真実の発見ははなはだしく困難で、もはや公正な裁判を期待することはできず、いたずらに被告人らの個人的および社会的不利益を増大させる結果となるばかりであつて、これ以上実体的審理を進めることは適当でないから、その手続をこの段階において打ち切るという非常の救済手段を用いることが憲法上要請されるものと解すべきである。」
天野武一裁判官は「審理遅延の主たる原因とその遅延から受ける被告の不利益の有無やその程度に関する事実関係についてもっと調べるために高裁に差し戻すべき」とする反対意見を出した。

### 迅速な裁判を受ける権利
本判決は、憲法37条1項の性質について具体的権利説をとった例と見られるが、必ずしもそのように明言しているわけではない。また、現在までのところ、憲法違反により訴訟を打ち切られたケースはこの1件だけであり、本件は憲法に触れた例外的ケースと見ることも可能である。
この権利を適用するには被告人が積極的な裁判の推進を求めなければならない、とする説がある（要求法理）。学説は要求法理を否定するが、本判決及び後の判決では要求法理を求めたため、以後の同様な事件で同様の救済を求めることが難しくなった。
なお、2003年に「裁判の迅速化に関する法律」（平成15年法律第107号）が制定され、第一審は2年以内に終結させることなどが目標とされることとなった。